# Francisco de Benavides Dávila y Corella

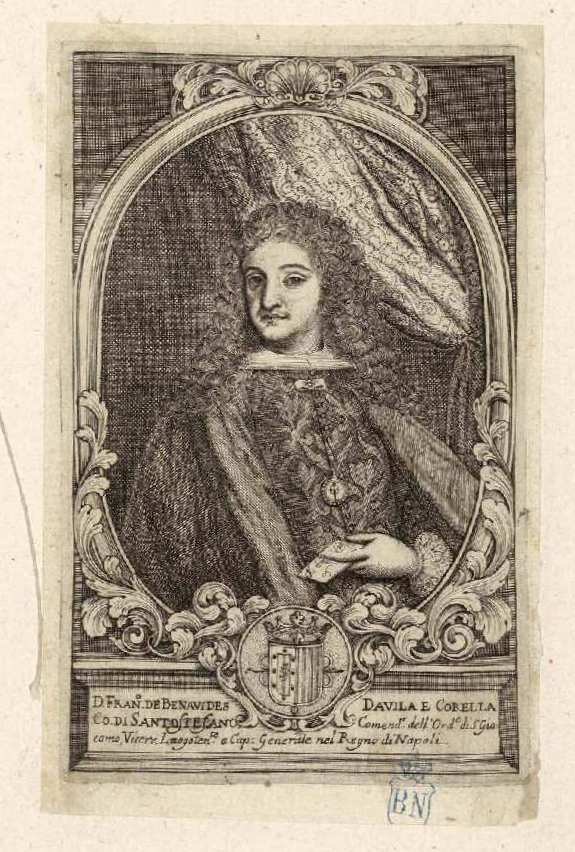
Francisco Benavides Dávila y Corella. Grabado calcográfico anónimo recogido en Teatro eroico, e politico de'governi de'Vicere del Regno de Napoli, de Domenico Antonio Parrino, Nápoles, 1692-1695. Biblioteca Nacional de España.

Francisco de Benavides Dávila y Corella (Madrid, 1640-22 de agosto de 1716) fue un noble y hombre de estado español.

## Biografía
Segundo hijo de Diego IV de Benavides y de la Cueva, que fuera virrey de Navarra y del Perú, y de Antonia Dávila y Corella. De su padre heredó los títulos de IX conde de Santisteban del Puerto (título con Grandeza de España en 1696, por Carlos II) y marqués de Solera, y de su madre los de marqués de las Navas, conde del Risco y conde de Cocentaina.
Ejerció sucesivamente como virrey de Cerdeña, de Sicilia y de Nápoles y consejero de estado de Carlos II.

## Matrimonio y descendencia
Casado con Francisca Josefa de Aragón y Sandoval (1647-1697), hija de Luis de Aragón y Fernández de Córdoba, VII duque de Cardona y Mariana de Sandoval-Rojas y Enríquez de Cabrera, tuvieron los siguientes hijos:
- Diego de Benavides y Aragón (1663-1693), IV marqués de Solera, casado con Teresa María de la Cerda y Aragón, y en segundas nupcias con Mariana Antonia Luisa de Borja y Fernández de Córdoba, XII duquesa de Gandía
- Luis Francisco de Benavides y Aragón (1665-1706), V marqués de Solera, virrey de Navarra, casado con Mariana Antonia Luisa de Borja y Fernández de Córdoba, XII duquesa de Gandía
- Ana María de Benavides y Aragón (1672-1720), casada con Guillén Ramón de Moncada y Portocarrero, VI duque de Camiña, XI marqués de Villarreal, VI marqués de Aytona, III marqués de la Puebla de Castro, XIV conde de Osona, XI conde de Medellín, y X conde de Alcoutim
- Manuel de Benavides y Aragón (1683-1748), casado con Ana Catalina de la Cueva y Arias-Saavedra
- Rosa de Benavides y Aragón (f. 1734), casada con Luis Ignacio de Borja Aragón y Centellas, XI duque de Gandía, y IV marqués de Nules

| Predecesor: Fernando Fajardo y Álvarez de Toledo | Virrey de Cerdeña 1675 - 1678 | Sucesor: José de Funes y Villalpando         |
| Predecesor: Vicente Gonzaga Doria                | Virrey de Sicilia 1678 - 1687 | Sucesor: Juan Francisco Pacheco Téllez-Girón |
| Predecesor: Gaspar de Haro y Guzmán              | Virrey de Nápoles 1687 - 1695 | Sucesor: Luis Francisco de la Cerda          |